# 17225 Alanschorn
17225 Alanschorn è un asteroide della fascia principale. Scoperto nel 2000, presenta un'orbita caratterizzata da un semiasse maggiore pari a 2,3392070 UA e da un'eccentricità di 0,1197014, inclinata di 5,87690° rispetto all'eclittica.